# 瑪麗亞·史塔克
瑪麗亞·史塔克（英語：Maria Stark）是一名出現在漫威漫畫出版的書籍中的虛構角色。她是霍華·史塔克的妻子和東尼·史塔克的母親。

## 人物經歷
瑪麗亞·史塔克的原名為瑪麗亞·柯林斯·卡波涅耳。瑪麗亞在成年後與霍華·史塔克結婚，他們生了一個兒子，並收養了東尼·史塔克。瑪麗亞沒有成功阻止東尼看到霍華的酗酒行為，這是後來東尼獨自面對的事情。霍華·史塔克秘密編寫了她的人工智慧，用瑪麗亞的大腦模組控制著名為軍火庫的機器人。
霍華和瑪麗亞在一次車禍中喪生。有人暗示這起事件不是隨機的，可能由V-Battalion安排，但這一點從未得到證實。早先的跡象表明，這次事故是由共和石油引起的，但這也是未經證實的。 他們的兒子東尼·史塔克接著經營著他父親的公司，並以母親的名義開辦了一家慈善機構，後來成為了鋼鐵人。

## 其他媒體

### 電視
- 瑪麗亞·史塔克出現在90年代的《鋼鐵人（英语：Iron Man (TV series)）》動畫系列中，由迪米特拉·亞利斯（英语：Dimitra Arliss）配音。
- 瑪麗亞·史塔克在《鋼鐵人：裝甲冒險》中被提到，並在其中一集被面具夫人（英语：Madame Masque）冒充。

### 電影
- 漫威電影宇宙 
  - 《美國隊長3：英雄內戰》（2016年）：由霍普·戴維斯飾演。

## 腳註
1. ↑  Avengers Annual # 9 (1979)
2. ↑  Iron Man - The Iron Age # 2 (1998)